# Wereldkampioenschappen zwemmen 2023 – 4×100 meter vrije slag mannen
De 4×100 meter vrije slag mannen op de wereldkampioenschappen zwemmen 2023 in Fukuoka vond plaats op 23 juli 2023. Na afloop van de series kwalificeren de acht snelste ploegen zich voor de finale.

## Records
Voorafgaand aan het toernooi waren dit het wereldrecord en het kampioenschapsrecord
| Wereldrecord         | Verenigde Staten Michael Phelps Garrett Weber-Gale Cullen Jones Jason Lezak | 3.08,24 | Peking  | 11 augustus 2008 |
| Kampioenschapsrecord | Verenigde Staten Caeleb Dressel Blake Pieroni Zach Apple Nathan Adrian      | 3.09,06 | Gwangju | 21 juli 2019     |

## Uitslagen

### Series
| Rang | Serie | Baan   | Land                | Namen | Tijd    | Bijz. |
| ---- | ----- | ------ | ------------------- | --- | ------- | ----- |
| 1    | 3     | 4      | Verenigde Staten    | Chris Guiliano (48,30) Destin Lasco (47,95) Matt King (47,50) Justin Ress (47,88)                                                | 3.11,63 | Q     |
| 2    | 3     | 5      | Australië           | Jack Cartwright (48,29) Matthew Temple (48,19) Kai Taylor (47,59) Flynn Southam (47,57)                                          | 3.11,64 | Q     |
| 3    | 2     | 4      | Italië              | Alessandro Miressi (48,10) Leonardo Deplano (48,42) Lorenzo Zazzeri (47,91) Manuel Frigo (48,10)                                 | 3.12,53 | Q     |
| 4    | 2     | 3      | Canada              | Ruslan Gaziev (48,38) Javier Acevedo (48,55) Edouard Fullum-Huot (48,98) Joshua Liendo (47,60)                                   | 3.13,49 | Q     |
| 5    | 3     | 7      | China               | Wang Haoyu (48,37) Chen Juner (48,26) Yang Jintong (49,54) Pan Zhanle (47,37)                                                    | 3.13,54 | Q     |
| 6    | 2     | 6      | Spanje              | Victor Guimarães Alcará (48,81) Sergio de Celis Montalban (48,39) Luis Dominguez Calonge (48,63) César Castro (47,94)            | 3.13,77 | Q     |
| 7    | 3     | 6      | Brazilië            | Marcelo Chierighini (48,87) Guilherme Caribé Santos (47,84) Felipe Ribeiro (48,34) Victor Alcara (48,77)                         | 3.13,82 | Q     |
| 8    | 2     | 2      | Israël              | Denis Loktev (49,10) Tomer Frankel (48,01) Ron Polonsky (48,83) Gal Cohen Groumi (48,09)                                         | 3.14,03 | Q     |
| 9    | 2     | 0      | Duitsland           | Rafael Miroslaw (49,11) Josha Salchow (47,92) Luca Armbruster (48,82) Peter Varjasi (48,19)                                      | 3.14,04 |       |
| 10   | 3     | 2      | Servië              | Velimir Stjepanović (48,76) Andrej Barna (47,68) Nikola Aćin (49,01) Uroš Nikolić (48,91)                                        | 3:14.36 |       |
| 11   | 3     | 3      | Hongarije           | Nándor Németh (48,20) Szebasztián Szabó (48,43) Dániel Mészáros (48,96) Hubert Kós (48,83)                                       | 3.14,42 |       |
| 12   | 3     | 8      | Frankrijk           | Hadrien Salvan (48,70) Max Berg (48,62) Guillaume Guth (48,96) Florent Manaudou (48,28)                                          | 3:14.54 |       |
| 13   | 3     | 9      | Japan               | Katsuhiro Matsumoto (48,54) Masahiro Kawane (49,35) Tomonobu Gomi (48,85) Katsumi Nakamura (48,10)                               | 3.14,84 |       |
| 14   | 2     | 1      | Polen               | Kamil Sieradzki (49,06) Kacper Stokowski (49,01) Adrian Jaskiewicz (49.62) Ksawery Masiuk (47.86)                                | 3:15.55 |       |
| 15   | 3     | 0      | Griekenland         | Andreas Vazaios (49,18) Apostolos Christou (49,30) Odyssefs Meladinis (48,99) Kristian Gkolomeev (48,39)                         | 3.15,86 |       |
| 16   | 2     | 7      | Zweden              | Björn Seeliger (49,07) Robin Hanson (48,77) Elias Funch Persson (49,47) Isak Eliasson (48,76)                                    | 3.16,07 |       |
| 17   | 3     | 1      | Zuid-Korea          | Lee Ho-joon (49,21) Yuchan Ji (48,81) Jae-Hoon Yang (49,08) Kim Ji-heun (49,05)                                                  | 3.16,15 |       |
| 18   | 2     | 8      | Singapore           | Quah Zheng Wen (49,68) Zachary Ian Tan (48,62) Mikkel Lee (49,34) Glen Lim Jun Wei (50,25)                                       | 3.17,89 |       |
| 19   | 1     | 4      | Venezuela           | Alberto Mestre (50,21) Emil Jose Perez Avila (51,39) Jorge Eliezer Otaiza Hernandez (50,82) Alfonso Enrique Mestre Vivas (52,69) | 3.25,11 |       |
| 20   | 1     | 5      | Thailand            | Dulyawat Kaewsriyong (51,11) Navaphat Wongcharoen (52,12) Ratthawit Thammananthachote (52,50) Tonnam Kanteemool (51,45)          | 3.27,18 |       |
| 21   | 2     | 9      | Vietnam             | Hoàng Quý Phước (51,32) Lương Jeremie Loic Nino (50,76) Trần Hưng Nguyên (52,46) Nguyễn Quang Thuấn (53,09)                      | 3.27,63 |       |
|      | 2     | 5      | Verenigd Koninkrijk | Lewis Burras (48,61) Matt Richards (46,89) Jacob Whittle Duncan Scott                                                            | DSQ     | DSQ   |
| 1    | 3     | Mexico | DNS                 | DNS | DNS     |       |

### Finale
| Rang   | Baan | Land             | Namen | Tijd    | Bijz. |
| ------ | ---- | ---------------- | --- | ------- | ----- |
| Goud   | 5    | Australië        | Jack Cartwright (47,84) Flynn Southam (47,86) Kai Taylor (47,91) Kyle Chalmers (46,56)                   | 3.10,16 |       |
| Zilver | 3    | Italië           | Alessandro Miressi (47,54) Manuel Frigo (47,79) Lorenzo Zazzeri (48,13) Thomas Ceccon (47,03)            | 3.10,39 |       |
| Brons  | 4    | Verenigde Staten | Ryan Held (48,16) Jack Alexy (47,56) Chris Guiliano (47,77) Matt King (47,32)                            | 3.10,81 |       |
| 4      | 2    | China            | Pan Zhanle (47,67) Chen Juner (47,85) Wang Changhao (48,89) Wang Haoyu (46,97)                           | 3.11,38 |       |
| 5      | 6    | Canada           | Joshua Liendo (48,17) Ruslan Gaziev (47,30) Finlay Knox (48,70) Javier Acevedo (47,88)                   | 3.12,05 |       |
| 6      | 1    | Brazilië         | Marcelo Chierighini (48,84) Guilherme Caribé Santos (46,76) Felipe Ribeiro (48.40) Victor Alcará (48,71) | 3.12,71 |       |
| 7      | 8    | Israël           | Tomer Frankel (48,43) Denis Loktev (48,46) Ron Polonsky (49,07) Gal Cohen Groumi (48,57)                 | 3.14,53 |       |
| 8      | 7    | Spanje           | Sergio de Celis (48,77) Luis Domínguez (48,47) Mario Mollà (48,86) César Castro (48,54)                  | 3.14,64 |       |